# Buenaventura Quiroga del Carril
Buenaventura Quiroga del Carril (San Juan, 1778 - noviembre de 1830) fue un militar argentino que participó en las guerras civiles que sacudieron las provincias de San Juan y Mendoza en la década de 1820.

## Biografía
Se dedicó al comercio en su juventud y desde 1808 participó en la formación de las milicias urbanas de su ciudad natal. Se destacó como un entusiasta sostenedor de la Revolución de Mayo y colaboró ocasionalmente con los gobiernos de la década siguiente.
Formó parte inicialmente del Ejército de los Andes, pero no hizo la campaña libertadora de Chile, sino que se encargó de la administración de las milicias que quedaron en su ciudad natal.
En 1820 era el comandante de las milicias de caballería. Al estallar la revolución de Mariano Mendizábal fue tomado prisionero, pero en el caos de los días siguientes logró huir a Mendoza; participó en las fuerzas que enfrentaron en Jocolí a los revolucionarios sanjuaninos. Cuando regresó a su ciudad fue ascendido al grado de coronel y nombrado comandante de milicias de la Provincia de San Juan.
En 1821 acompañó al general Bruno Morón en la campaña contra las montoneras de José Miguel Carrera. Quedó al mando del ejército derrotado en la Batalla de Río Cuarto tras la muerte del general Morón. Cuando Carrera avanzó hacia Mendoza, negoció con él la entrega de algunos caballos a cambio de no atacar a Mendoza. Fue desautorizado y regresó a San Juan. Las milicias sanjuaninas y mendocinas quedaron al mando de José Albino Gutiérrez, que derrotó y capturó a Carrera, el cual fue fusilado.
En julio de 1825 se reincorporó al ejército, colaborando con el futuro general José Félix Aldao en la represión de la revolución de los frailes contra el gobernador sanjuanino Del Carril. Participó en el Combate de Las Leñas y quedó incorporado al ejército sanjuanino. Su hermano Manuel Quiroga Carril fue gobernador de San Juan en 1827 y 1828.
En 1829 participó de la división sanjuanina que acompañó al general Facundo Quiroga a enfrentar al general Paz, que había invadido la Provincia de Córdoba y derrocado al gobernador Bustos. Participó en la Batalla de La Tablada y – tras la derrota – acompañó a Quiroga en su retirada.
En ese momento eestalló en la Provincia de Mendoza una revolución unitaria contra el gobernador Juan Rege Corvalán, dirigida por Juan Agustín Moyano, que colocó en el gobierno al general Rudecindo Alvarado. El general Aldao regresó a su provincia, y Facundo Quiroga envió en su ayuda al general Benito Villafañe desde La Rioja; al pasar por San Juan, se le sumó una división adicional, al mando de Quiroga del Carril, que actuó como segundo de Villafañe. Participó en la Batalla de Pilar, que resultó una amplia victoria de las fuerzas federales. En venganza por el asesinato del hermano del general Aldao mientras conferenciaba con los enemigos, este ordenó la matanza de los prisioneros. Entre ellos se contó el suboficial Francisco Narciso Laprida, el mismo que había sido presidente del Congreso de Tucumán al momento de la Declaración de independencia de la Argentina.
Meses más tarde, tras la derrota de Quiroga y Aldao en la Batalla de Oncativo, una división del ejército del general Paz ocupó la ciudad de San Juan, al mando del coronel Lamadrid. Éste capturó al coronel Quiroga Carril y lo acusó de haber asesinado a Laprida por razones personales. Un tribunal de oficiales unitarios lo condenó a muerte, siendo fusilado en noviembre de 1830 en su ciudad natal.